# Tiberius Claudius Balbillus
Tiberius Claudius Balbillus war ein römischer Gelehrter, Astrologe und Politiker der julisch-claudischen Zeit.
Balbillus war höchstwahrscheinlich Sohn des Thrasyllos, des Hofastrologen Kaiser Tiberius’. Er besaß engste Beziehungen zum alexandrinischen Bürgertum, denn er war im Jahre 41 n. Chr. hochangesehener Leiter einer Gesandtschaft an Kaiser Claudius.
Über seine frühe Laufbahn gibt eine lateinische Inschrift aus Ephesos Auskunft. Demnach wurde er von Claudius nach Rom gerufen und zum Militärtribunen der XX. Legion und zum Praefectus fabrum ernannt. Als solcher nahm  er an Claudius’ Britannienfeldzug im Jahre 43 teil und erhielt hohe Auszeichnungen. Danach war er zunächst Oberpriester und Vorsteher der Bibliothek von Alexandria. Eine weitere Inschrift nennt ihn als Prokurator der Provinz Asia. Kaiser Nero ernannte Balbillus im Jahr 55 zum Praefectus Aegypti, was man in Alexandria mit Freude aufnahm. Balbillus lebte wahrscheinlich noch unter Kaiser Vespasian, der ihm zu Ehren den Ephesiern gestattete, die noch bis ins 3. Jahrhundert stattfindenden Balbillischen Spiele (Βαλβιλλεῖα, Balbilleia) auszurichten.
Balbillus war äußerst gelehrt und ebenfalls in der Deutung der Sternkonstellation unterrichtet gewesen, wie mehrere Zeugnisse – so eine Inschrift von Balbillus’ Enkelin Iulia Balbilla an der Memnonstatue aus dem Jahre 130 sowie Seneca – berichten. Er soll, wie Tacitus mitteilt, die Herrschaft Neros vorausgesagt haben. Als Nero durch einen Kometen beunruhigt war, wies Balbillus ihn laut Sueton darauf hin, dass Könige solche schlechte Omen durch die Hinrichtung einer hochgestellten Person abzuwenden pflegten. Sueton begründet damit Neros Grausamkeit bei der Niederschlagung der Pisonischen Verschwörung. Eine an einen Hermogenes, wohl den Freund Senecas, gerichtete, nicht erhaltene Schrift hieß Astrologumena (Ἀστρολογούμενα). Er selbst berichtete, er habe in der herakleotischen Nilmündung einen Wasserkampf zwischen Delphinen aus dem Meer und Krokodilen aus dem Nilfluss beobachtet. Plinius der Ältere nennt ihn als Zeugen für die Reisezeit zwischen Sizilien und Alexandria.
Balbillus war mit einer Griechin verheiratet. Das einzige Kind dieser Ehe, die Tochter Claudia Capitolina, heiratete Gaius Iulius Archelaus Antiochus Epiphanes (38–92), den Sohn von Antiochos IV., unter dem Kommagene für einige Jahrzehnte ein von Rom unabhängiges Königreich war. Deren Kinder waren Gaius Iulius Philopappus und die Dichterin Iulia Balbilla.